# Auguste Samuel Massieu de Clerval
Auguste Samuel Massieu de Clerval (également orthographié Clairval), né à Saint-Quentin le 5 décembre 1785 et mort à Montpellier le 17 mars 1847, est un amiral français.

## Biographie
Auguste Samuel Massieu de Clerval est le fils de Samuel Massieu de Clerval (Clairval), manufacturier, négociant et armateur négrier, et de Marthe Victoire Joly de Bammeville. Il épouse Émilie Louise Fauvelet de Bourrienne (1795-1859), fille du ministre Louis Antoine Fauvelet de Bourrienne.
Il entra dans la Marine en 1802 et passe enseigne de vaisseau en 1805, puis lieutenant de vaisseau en 1808.
Il est fait prisonnier par les Anglais et conduit à la Barbade en 1809.
Promu capitaine de frégate en 1816, il fait campagne au Levant, aux Antilles et à Terre-Neuve.
Capitaine de vaisseau en 1822, il est prend le commandement de la division navale des Antilles et de la Côte occidentale de l'Afrique.
En 1826, ce fils d'armateur négrier du Havre, sera le commandant d'une croisière française de répression de la traite négrière sur les côtes d'Afrique.
En juin 1828, il est nommé major de la division des équipages de ligne à Brest.
Il est nommé commandant de la station d'Alger en janvier 1830. Il assure un rôle important lors des opérations de débarquement de Sidi-Ferruch et occupa les ports d'Oran et de Mees el-Kébir.
Contre-amiral en 1833, il est nommé major général à Toulon en 1834 et commandant de la division du Levant, puis inspecteur général des équipages de ligne en 1836 et membre du Conseil d'Amirauté en 1837.
Il est nommé commandant de la division du Brésil et de La Plata en 1841 et promu vice-amiral en 1842.
Il est inhumé au cimetière du Père-Lachaise (44e division).

## Hommage
En 1854, son nom est attribué à une rue du Havre. Depuis le 6 mai 2024, un panneau explicatif posé par la mairie à la demande de l'association Mémoires & Partages rappelle les liens entre la famille Massieu de Clerval et l'esclavage,.